# Andreas Phallén
Andreas Phallén (Phallenius), född 1668 i Hov, död 12 mars 1713 i Västerstad, var en svensk präst, och kantor. 

## Biografi
Phallén föddes 1668 i Hov. Han var son till kyrkoherden Johannes Phallenius. 1689 blev han student vid Uppsala universitet. 1693 blev han director cantus i Linköping. Phallén prästvigdes 6 augusti 1709. 1710 blev han kyrkoherde i Väderstads församling. Phallén avled 12 mars 1713 i Väderstad. Efter Phallens död skänkte änkan Mechtild Rydelius en dubbel ljusarm till predikstolen i kyrkan.

### Familj
Phallén gifte sig 30 november 1697 med Mechthild Rydelius (1675–1745). Hon var dotter till kyrkoherden Theseus Magni Rydelius. De fick tillsammans barnen Maria (född 1698), Christina (född 1699), Sara (död 1703), Rebecka (född 1704), Catharina (född 1706), Mechthild (född 1708) och Johannes Magnus Phalén (född 1713).